# Дамаз, Жан-Мишель
Жан-Мишель Дамаз (фр. Jean-Michel Damase; 21 января 1928, Бордо — 21 апреля 2013) — французский пианист и композитор. Лауреат Римской премии (1947).

## Биография
Жан-Мишель Дамаз родился в Бордо, его мать — известная арфистка Мишлен Кан. Жан-Мишель начал учиться игре на фортепиано в пять лет, композиции — в девять лет. Первым учителем Дамаза был Марсель Самуэль-Руссо, композитор, органист и оперный режиссёр. Впоследствии учился у Альфреда Корто в Нормальной школе музыки, поступил в Парижскую консерваторию на фортепианный курс. С 1944 работал пианистом-аккомпаниатором с Роланом Пети. Его учителями были Анри Бюссе, Марсель Дюпре, Клод Дельвенкур. Дамаз окончил консерваторию в 1943 году как пианист и в 1947 году как композитор. В девятнадцатилетнем возрасте стал лауреатом Римской премии в 1947 году за кантату Et la Belle se réveilla.
Жан-Мишель Дамаз быстро стал популярным композитором неоклассического течения. Был успешен и в качестве концертирующего пианиста. В 1959 стал лауреатом Большой премии Парижа. Его запись полного собрания ноктюрнов и баркарол Габриэля Форе удостоена Grand Prix du Disque (1960)

## Творчество
Жан-Мишель Дамаз — автор балетов и опер, оркестровых произведений, в том числе симфонии, камерных произведений. Сочинял инструментальную музыку, в первую очередь, для фортепиано и арфы. Автор музыки для кино.
Балеты

| - «Прыжок с трамплина» (1944) - «Пожирательница бриллиантов» (1950) - «Световая западня» (1952) - «Красавица во льду» (1953) - «Трое на качелях» (1955) - «Принц пустыни» (1955) - «Пряжка» (1957) | - «Комедианты» (1957) - «Ярмарочная свадьба» (1961) - «Монакская сюита» (1964) - «Шёлковая рапсодия» (1968) - «Аудиториум» (1968) - «Отелло» (1976) |

Оперы

| - «Нежная Элеонора» (1958) - «Голубка» (1961) - «Загадочный Эжен» (1963) - «Утро Фауста» (1965) | - «Мадам де…» (1969) - «Эвридика» (1972) - «Наследница» (1974) |